# Drillia tumida
Drillia tumida é uma espécie de gastrópode do gênero Drillia, pertencente a família Drilliidae.